# Кафяво джудже
Кафявите джуджета са звезди с маса между 1 и 8 процента от тази на Слънцето. Те се образуват при гравитационния колапс на звезден прах и газ. Тяхната маса ги нарежда между звездите и планетите – прекалено малки са за звезди и прекалено големи за планети. Температурата на повърхността им е относително ниска и се колебае в границите 800 – 2500 градуса по Целзий. Те имат изключително ниска светимост и поради тази причина едва през 1995 г. бе потвърдено съществуването им чрез наблюдение. Тяхната маса се оказва недостатъчна за поддържането на продължителен ядрен синтез в ядрото им. В началото на съществуването си кафявите джуджета получават енергия от синтеза на т. нар. тежък водород (деутерий) в хелиеви ядра. Този процес продължава няколко десетки милиона години. След това кафявите джуджета продължават да излъчват слаба светлина поради топлината, образувала се при освобождаването на гравитационна енергия в процеса на тяхното бавно свиване.
В наши дни броят на откритите кафяви джуджета бързо се увеличава и се счита, че са разпространени из Вселената колкото и нормалните звезди.